# Braco alemão de pelo curto
Braco alemão de pelo curto[Nota] (em alemão:  Deutsch Kurzhaar) é uma raça de cães desenvolvida na Alemanha por volta do século XVII pelos caçadores flamengos. Recebeu o apelido de “perdigueiro” por ser hábil na caça da perdiz.

## Origem
Até a década de 1800 o pointer alemão (como também é conhecido) era tido como um animal atarracado, o que levou ao cruzamentos com pointers ingleses na busca por animais mais leves, atléticos e de musculatura forte. Estes são considerados farejadores excepcionais, um cão que pode ser usado em diversos tipos de caçadas, tanto a animais de penas como de pêlo. Hábil apontador, bom retriever e destemido com rios ou lagos. Conhecido também como Kurzhaar, tem sua origem ligada aos pointers espanhóis que teriam sido acasalados com cães do tipo sabujo(como os ancestrais do Bloodhound). Segundo outras fontes, o Braco Alemão teria sido o desenvolvido a partir de cruzamentos do Braco Italiano com cães de caça espanhóis.  

## Características

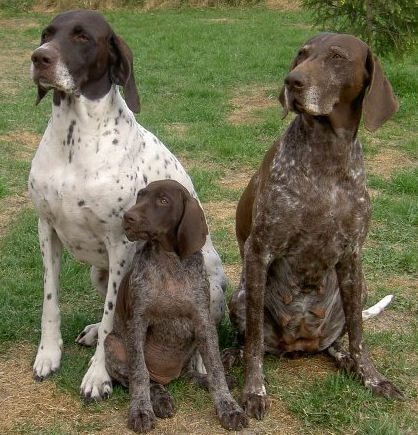
Família de Braco alemão de pelo curto

De aparência elegante, tamanho menor, mais rústico e resistente do que o Pointer Inglês, este versátil caçador foi levado para os EUA apenas na década de 1920, e logo tornou-se muito popular sendo apreciado pelos caçadores por sua versatilidade e energia. 
Fisicamente, mede entre os 62 - 66 cm (machos) e entre os 58 - 63 cm (fêmeas) na cernelha. O padrão não cita peso. Porém o peso nos machos varia entre os 25 Kg - 31 Kg e nas fêmeas entre os 20 Kg - 27 Kg. A pelagem é curta, áspera e lisa. A coloração pode ser:
- Marrom (cor fígado) sólido sem manchas;[2]
- Ruão (salpicado) marrom escuro (cor fígado salpicado com branco no peito e membros);[2]
- Ruão (marrom escuro com cabeça marrom, manchas ou salpicos de marrom);[2]
- Ruão marrom claro;[2]
- Branco com manchas marrons na cabeça;[2]
- Preto, com as mesmas nuanças que o marrom, respectivamente, as cores marrom e ruão.[2]

## Aptidão e comportamento

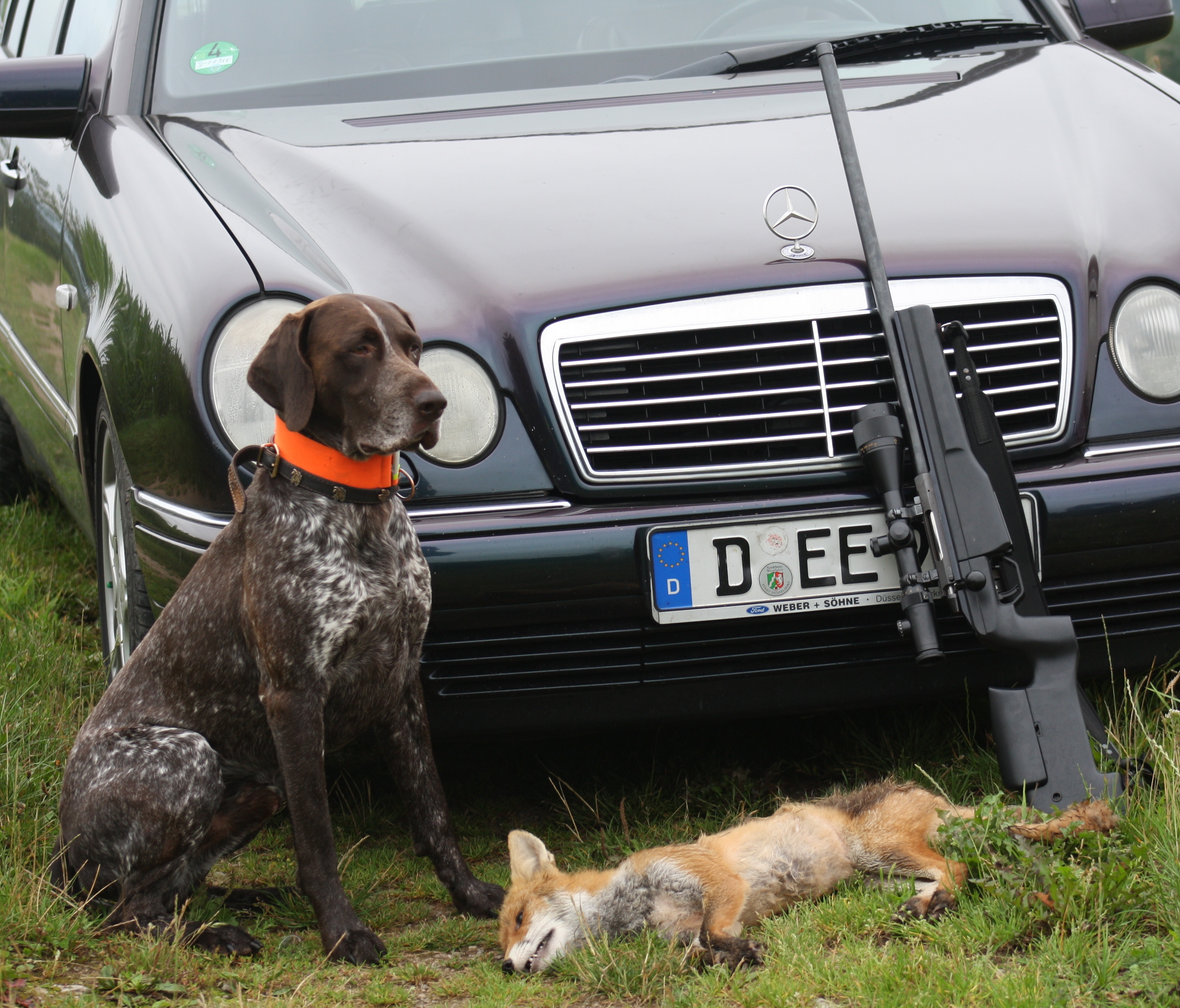
Cão braco alemão de pelo curto ao lado de raposa abatida e arma de seu dono.

É uma raça de caça do grupo gun dog do tipo cão de aponte. Extremamente hábil na caça de patos, gansos e faisões, pode ser usado também na caça a animais de pelo e atua bem tanto na terra quanto na água. É um cão que foi desenvolvido para caçar perto do dono de quem espera os sinais para "levantar" a caça e trazê-la intacta. 
No Brasil, em função das restrições à caça é pouco conhecido pelo seu nome verdadeiro, mas, os poucos criadores são apaixonados pela raça. Além de suas habilidades como cão de caça, o Braco Alemão é extremamente afetuoso, inteligente, obediente, o que fez com que ganhasse destaque também como um animal de estimação. 
Extremamente afetuoso não é cão que possa ficar "largado" no quintal, porque realmente não suporta longos períodos de solidão. Caso se sinta confinado ou abandonado sem contato com as pessoas da casa pode tornar-se um cão indisciplinado e muito destruidor. Por sua natureza sempre alerta, é um cão de alarme bastante eficiente, apesar disso não se caracteriza como cão de guarda.

## Galeria

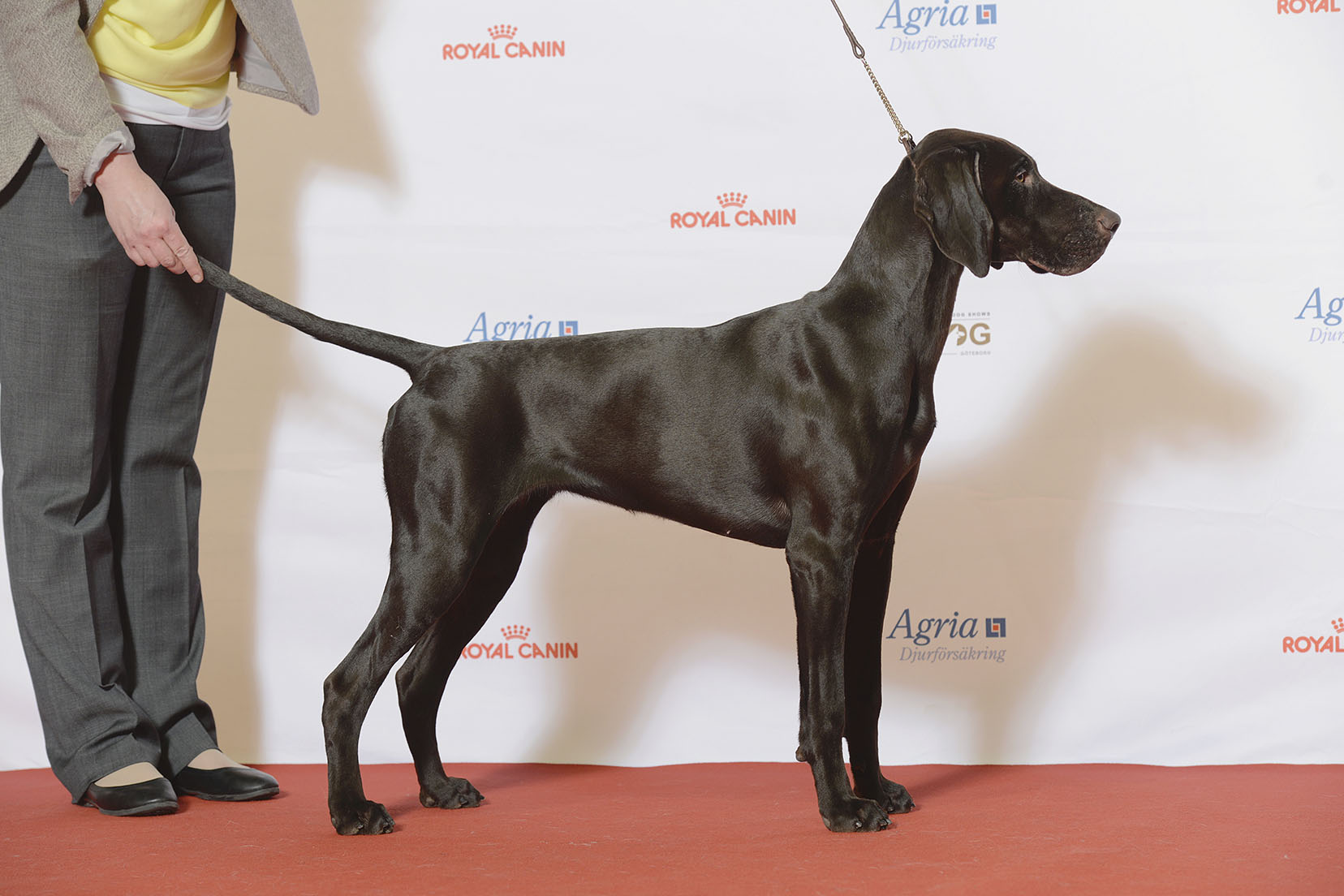
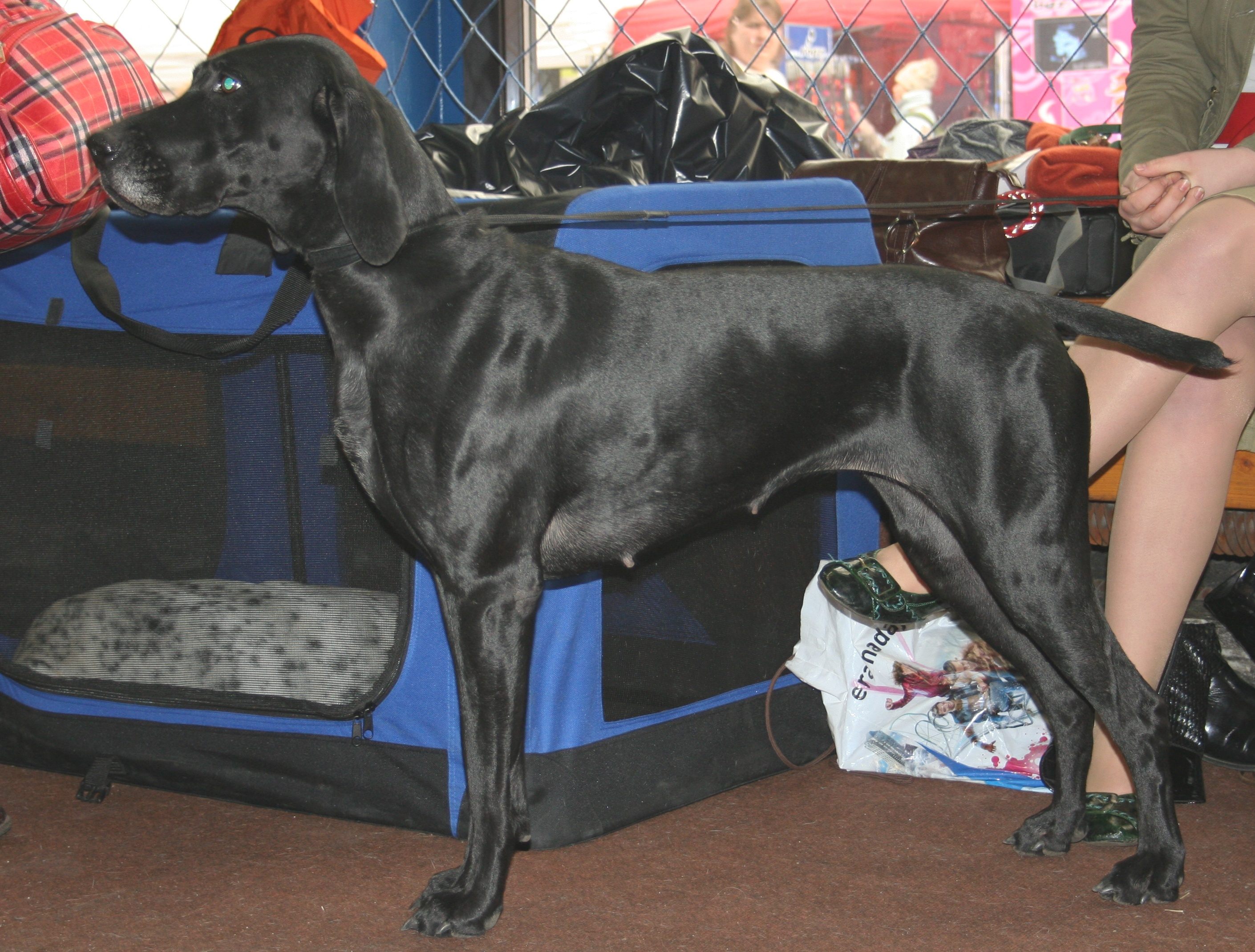
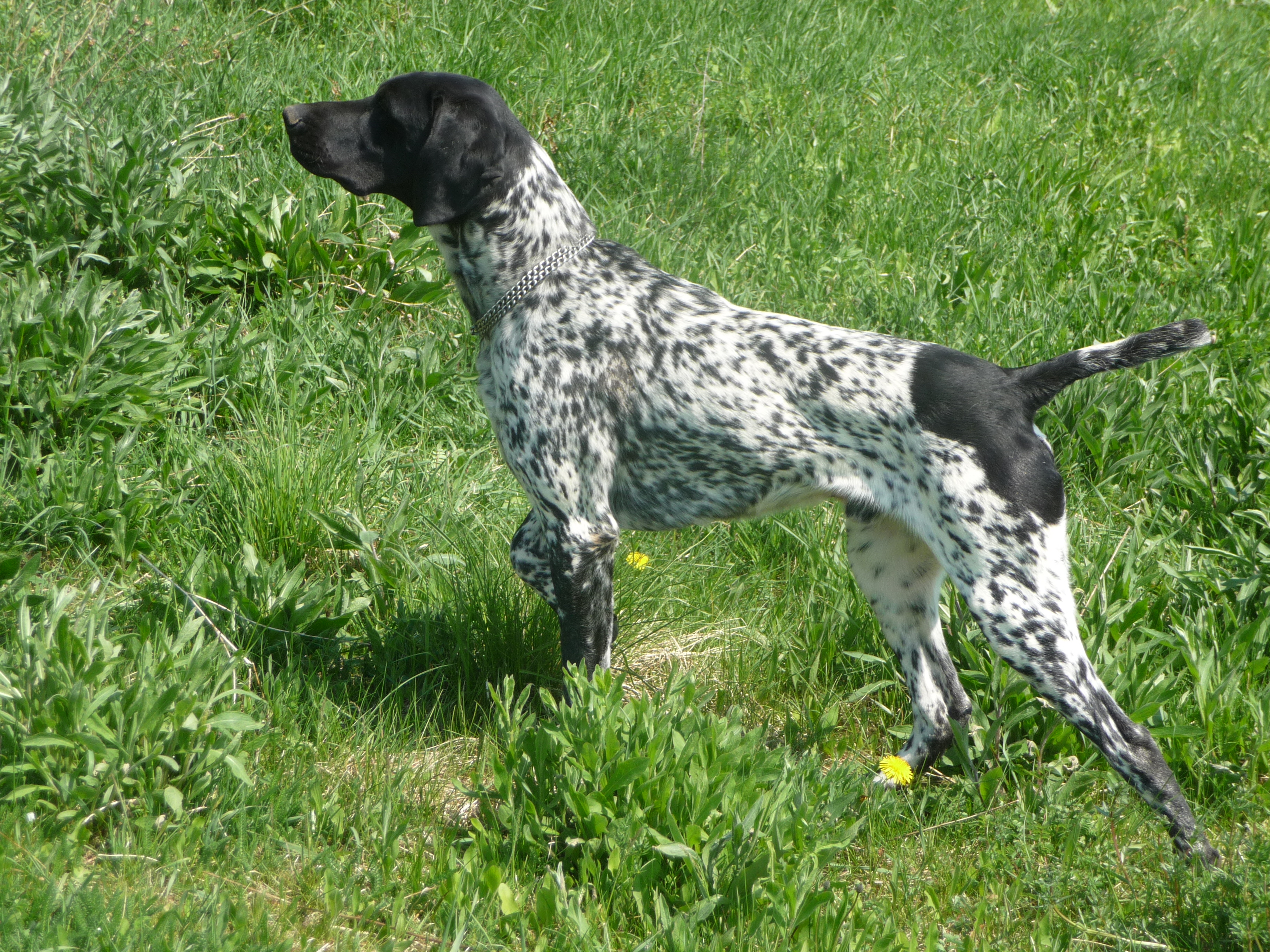
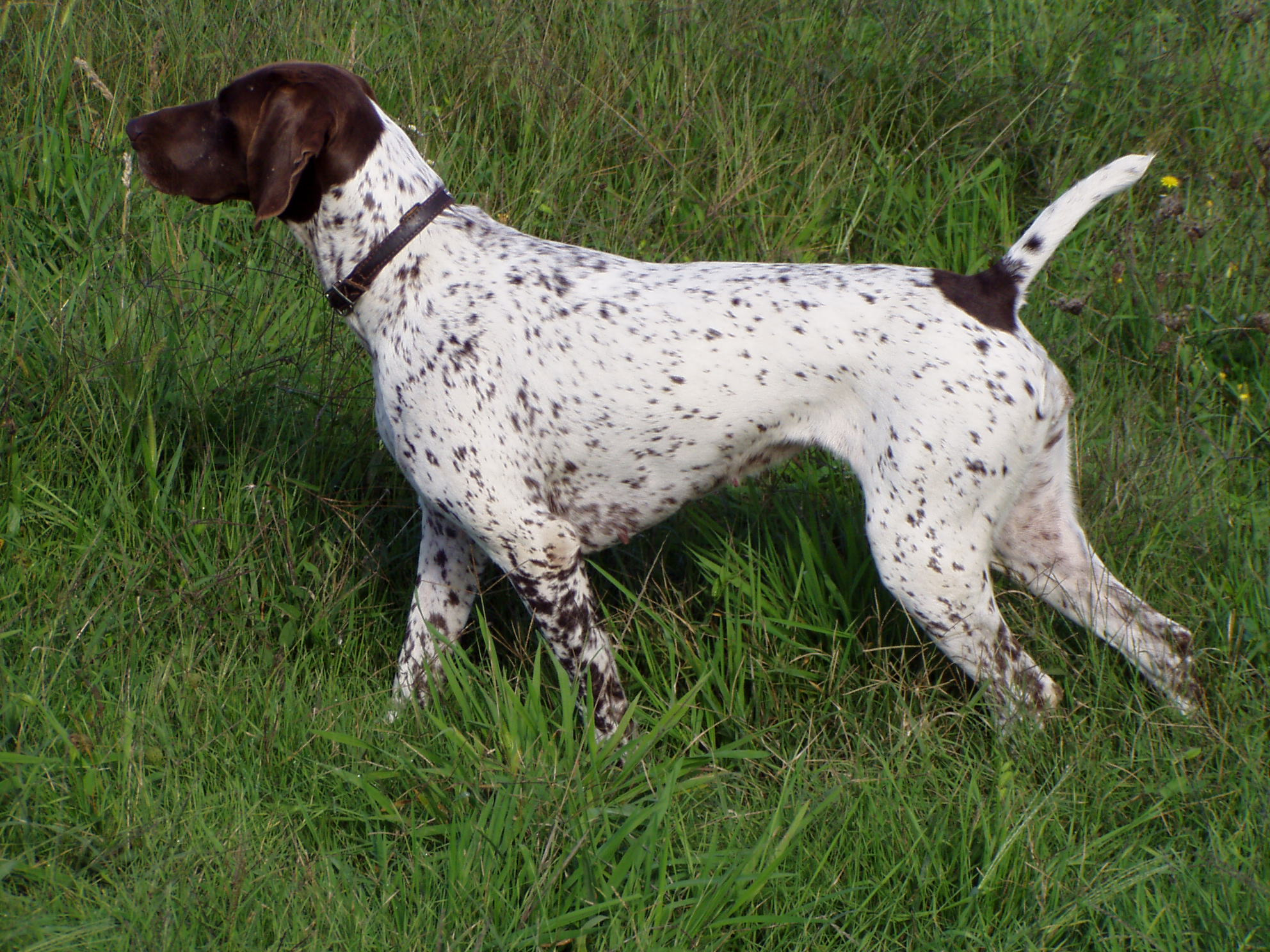
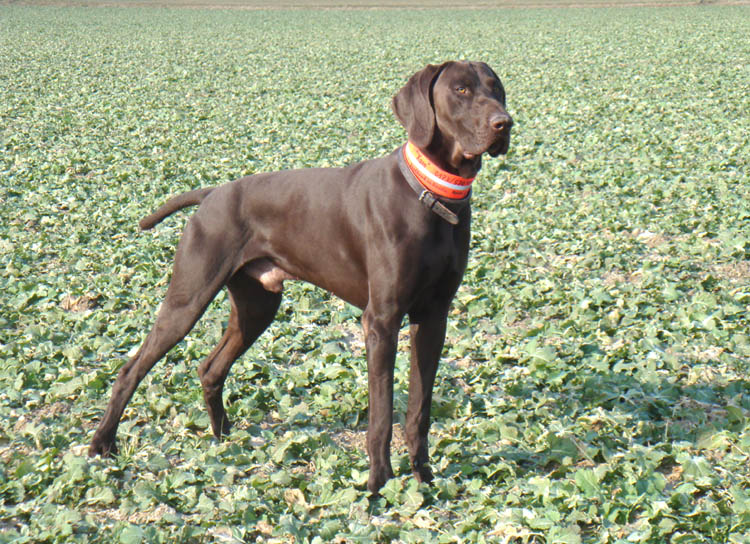
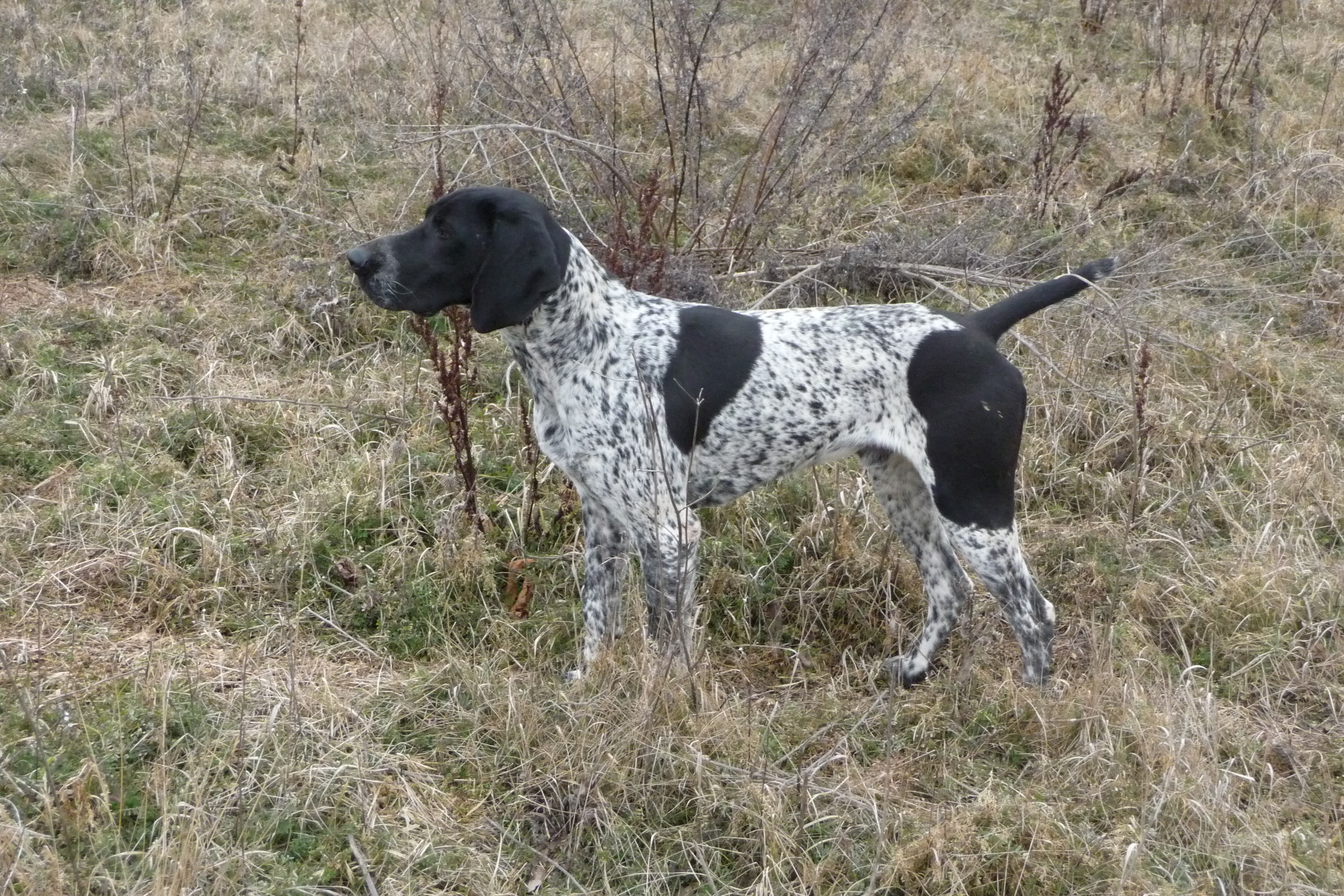
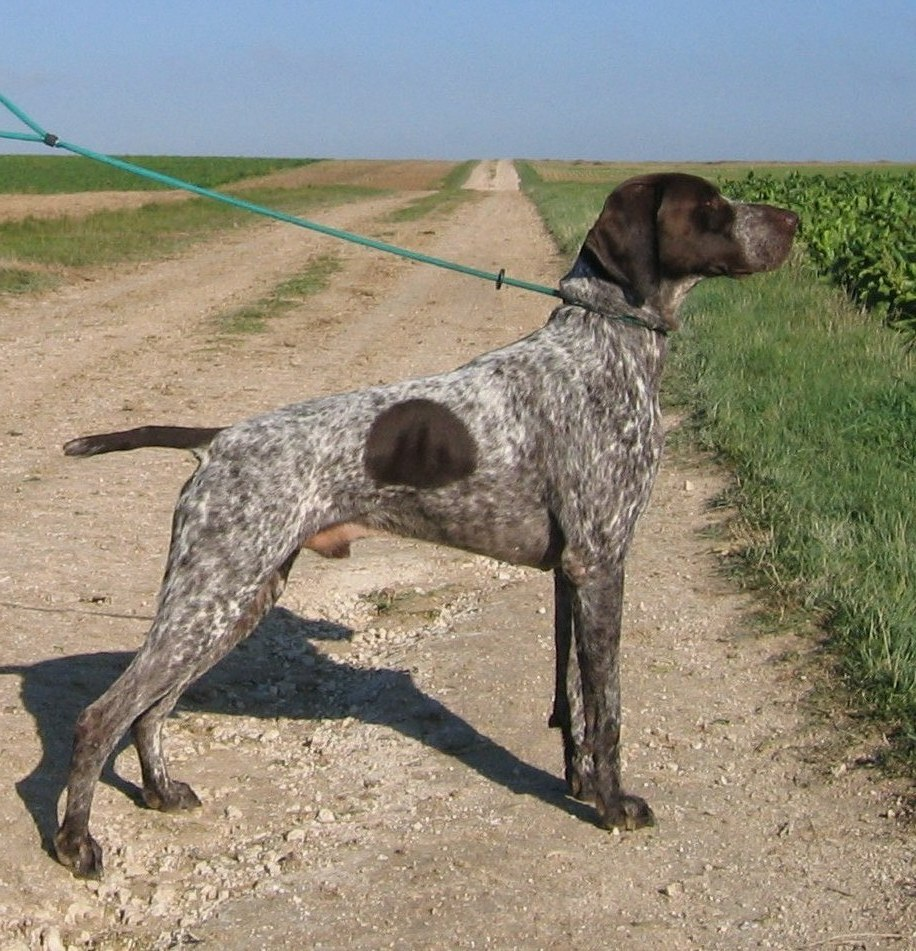
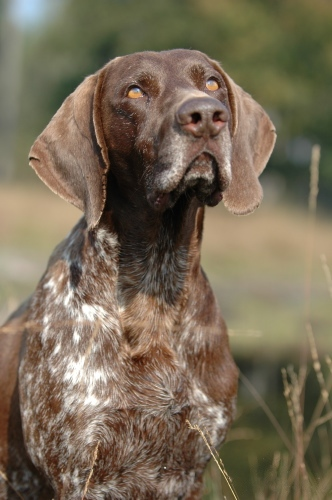